# Großer Finsterberg
Der Große Finsterberg ist ein 944,1 m ü. NHN hoher Gipfel im Thüringer Wald unweit der Orte Stützerbach (Ilm-Kreis) und Schmiedefeld am Rennsteig (Suhl) und somit der dritthöchste Berg in Thüringen.

## Beschreibung

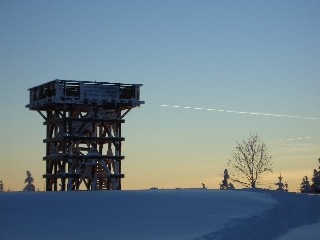
Ehemaliger Aussichtsturm auf dem Finsterberg

Dem konischen, am Gipfel auffällig nach Westen geneigten Großen Finsterberg sieht man seinen vulkanischen Ursprung deutlich an.
Der Berg ist, bis auf das Gipfelplateau, komplett mit einem nahezu reinen Woll-Reitgras-Fichtenwald bewaldet; eine Strauchschicht entfällt weitgehend. Auf dem Plateau hat sich eine besondere Bergwiesenvegetation mit Bärwurz, Waldehrenpreis und Johanniskraut ausgebildet.

## Lage

### Nebengipfel und Begrenzungen
Nord-nordöstlich schließt sich, nur einen Kilometer entfernt, sein kleiner Bruder Kleiner Finsterberg oder Finsterberger Köpfchen (875 m) an.
Zwei 2 bis 3 Kilometer entfernte, weniger spektakuläre östliche Nebengipfel (728 m) und (673 m) tragen beide den Namen Rosenkopf.
Im Westen, Nordwesten, und Norden wird der Finsterberg vom Freibach und im Südosten vom Taubach, beides Quellbäche der Ilm, begrenzt.

### Benachbarte Berge
Südwestlich folgt, durch den Rennsteig (ca. 800 m entfernt) getrennt, in zwei Kilometer Entfernung der Große Eisenberg (907 m). Nordwestlich befinden sich in vier bis fünf Kilometer Entfernung die beiden einzigen den Finsterberg überragenden (Haupt-)Gipfel des Gebirges, der Schneekopf (978 m) und der Große Beerberg (983 m).

## Geschichte
Seit der Mitte des 18. Jahrhunderts wurde am Mordfleck (1,5 Kilometer westlich des Gipfels) und am Blauen Stein (1 Kilometer nordwestlich) Steinkohle abgebaut.
Gegen Ende des Zweiten Weltkrieges wurden auf dem Berg Soldatengräber angelegt. Von 1954 bis 1990 wurde der Gipfel des Großen Finsterberges von der Sowjetunion militärisch genutzt und war damit militärisches Sperrgebiet.

## Aussicht

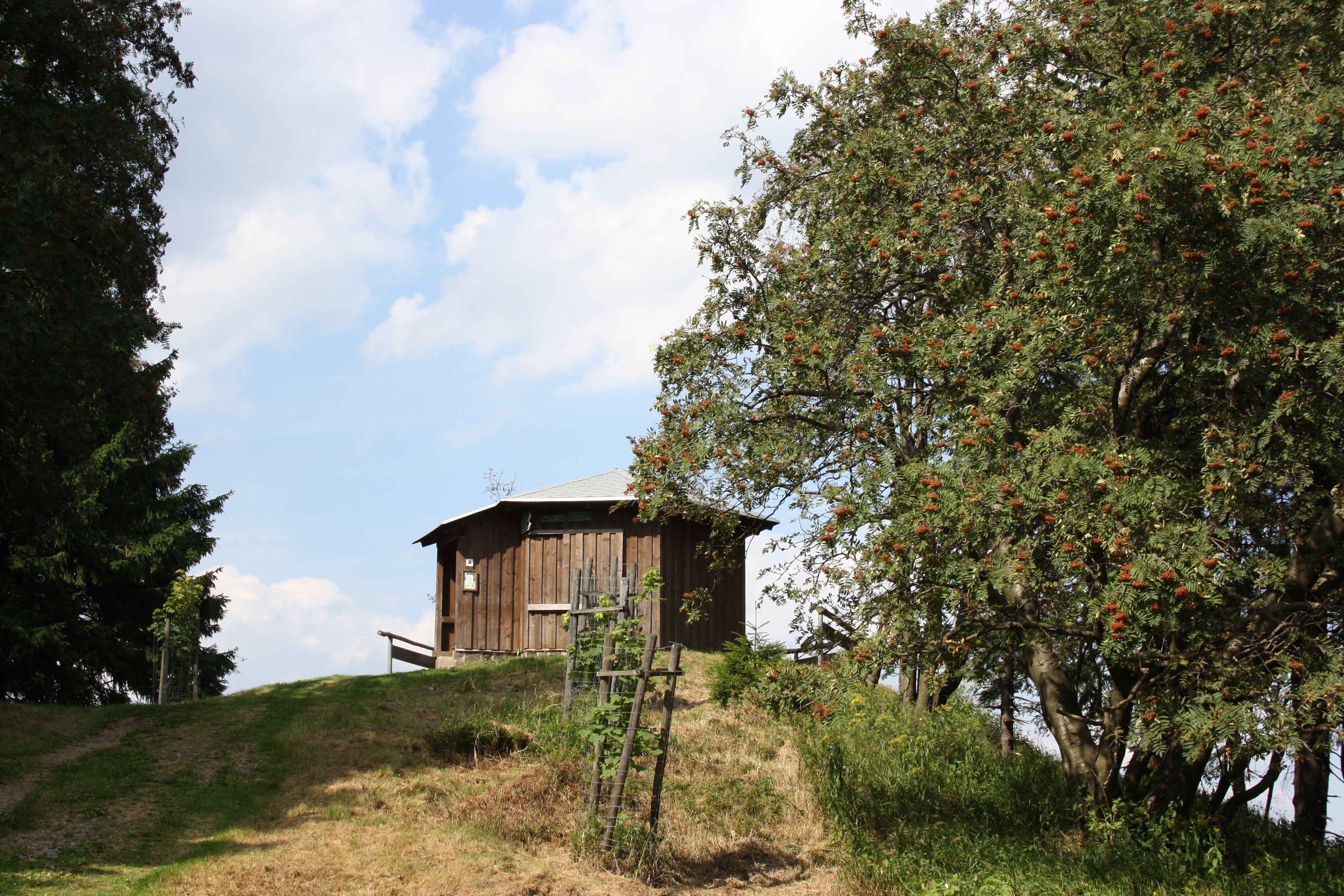
Schutzhütte auf dem Finsterberg

Auf dem Gipfel des Großen Finsterberges befand sich von 2001 bis 2018 ein hölzerner 7,85 m hoher Aussichtsturm, der Aussicht auf den Kickelhahn, den Ringberg am Adlersberg bei Suhl, den Dolmar bei Meiningen sowie die einzigen beiden noch höheren Berge Thüringens – den Großen Beerberg (983 m ü. NHN) und den Schneekopf (978 m ü. NHN) – bot, unterhalb von dessen Gipfel auch die Schmücke zu sehen war. Der Turm wurde 2018 wegen Baufälligkeit abgerissen,  jedoch wurde 2019 ein 8 Meter hoher neuer Turm errichtet, dessen Gestaltung als eine holzverkleidete und überdachte Stahlkonstruktion derjenigen des Turms auf dem Ilmenauer Lindenberg ähnelt. An der Ostseite des Gipfels befindet sich eine kleine Hütte mit einem weiteren Aussichtspunkt.

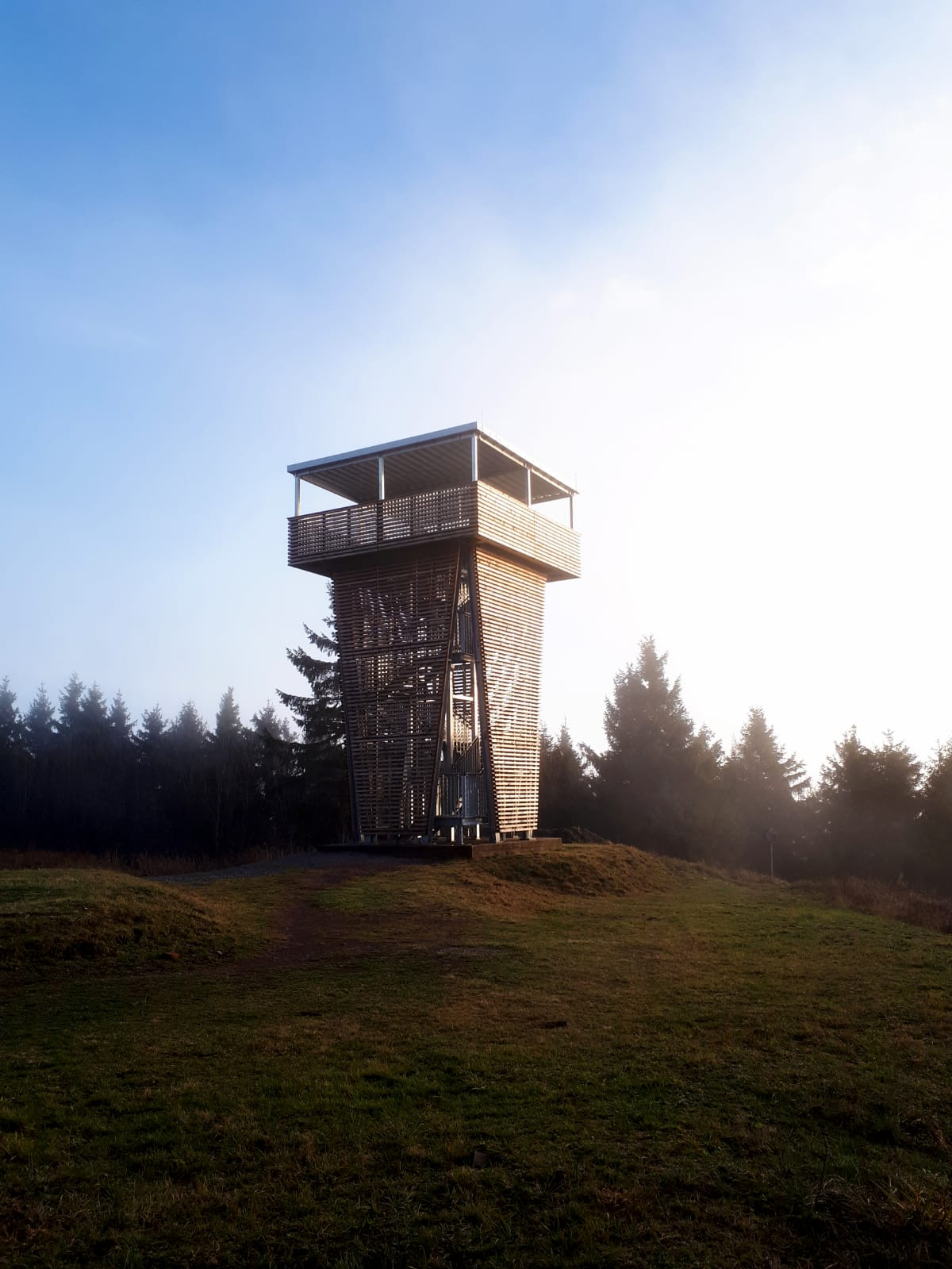
Neuer Aussichtsturm auf dem Finsterberg